# Hrabstwo Dewey (Oklahoma)

Piramida wieku mieszkańców hrabstwa Dewey

Dewey – hrabstwo w stanie Oklahoma w USA. Założone w 1892 roku. Populacja liczy 4 743 mieszkańców (stan według spisu z 2000 roku).
Powierzchnia hrabstwa to 2611 km² (w tym 21 km² stanowią wody). Gęstość zaludnienia wynosi 2 osoby/km².
Nazwa hrabstwa pochodzi od nazwiska amerykańskiego admirała George'a Deweya.

## Miasta
- Camargo
- Leedey
- Oakwood
- Putnam
- Seiling
- Taloga
- Vici